# Lucina Isabel Reyes Lagunes
Isabel Reyes Lagunes (Tampico, 1942 - Ciudad de México, 2020) fue una académica e investigadora mexicana, realizó aportaciones en áreas de investigación como la etnopsicología, la psicología transcultural, la psicología social, la psicología de la personalidad, la psicología educativa y la psicología política.
En 2015 la Universidad Nacional Autónoma de México la nombró profesora emérita.

## Trayectoria
Completó su licenciatura en Psicología con mención honorífica en 1965 en la UNAM, formando parte de la segunda generación de la licenciatura en esta disciplina. Posteriormente, obtuvo el doctorado en Psicología Social en 1982 en la misma institución.Además, llevó a cabo estudios posdoctorales en la Universidad de Texas en Austin y San Antonio.
Fue profesora en la UNAM durante cincuenta y dos años.
Primera mujer presidenta de la Sociedad Interamericana de Psicología (SIP).Fue Jefe de la División de Estudios de Posgrado de la Facultad de Psicología. Durante su gestión, se creó el Doctorado en Psicología basado en líneas de investigación.
Se enfocó en la enseñanza e investigación, aportando significativamente a la formación tanto de docentes como de estudiantes, así como de investigadores y profesionales de psicología en México. A lo largo de su carrera ofreció más de 264 conferencias magistrales y participó en más de 334 ponencias en congresos nacionales e internacionales, fomentando activamente la investigación y el avance en el campo de la psicología.
Contaba con líneas de investigación en Cultura y Personalidad, y Psicología Política. Propuso nuevas estrategias para desarrollar pruebas psicológicas culturalmente pertinentes, dando origen al emergente campo de la Etnopsicometría. Esta metodología ha tenido aceptación en América Latina.
Publicó 140 capítulos de libros, 124 artículos en revistas y colaboró como coordinadora y/o coautora en once libros.

## Reconocimientos
Fue galardonada con la Medalla Gabino Barreda por sus estudios de doctorado y recibió la Distinción por Aportaciones a la Psicología de la Universidad de las Américas de Puebla. Además, fue honrada con el Premio Creadores de la Psicología Social por la Asociación Mexicana de Psicología Social. Su destacada contribución le valió el reconocimiento internacional con el Premio Interamericano de Psicología otorgado en 2007 por la Sociedad Interamericana de Psicología (SIP).
A lo largo de su carrera colaboró estrechamente con profesionales de renombre, acumulando diversos reconocimientos nacionales e internacionales.
Ocupó el cargo de presidenta y cofundadora de la Asociación Mexicana de Psicología Social , así como la presidencia de la Asociación Iberoamericana de Evaluación Psicológica y del Colegio Nacional de Psicólogos. Además, desempeñó el rol de miembro en el Sistema Nacional de Acreditación de Educación Superior de San José, Costa Rica. Fue presidenta y organizadora del Congreso de Psicología Transcultural, celebrado en Acapulco, México, en 1984, siendo este el único evento de la Asociación Internacional de Psicología Transcultural realizado en un país latinoamericano.

## Publicaciones académicas más relevantes
- Reyes Lagunes, I. (1996). La Medición de la Personalidad en México [The measurement of personality in Mexico]. Revista de Psicologia Social y Personalidad, 12(1-2), 31–60.
- Méndez, M. G., Aragón, S. R., Reyes-Lagunes, I., & Díaz‐Loving, R. (2006). Construcción de una escala de funcionamiento familiar. Revista Iberoamericana de Diagnóstico y Evaluación - e Avaliação Psicológica, 2(22), 91-110. https://dialnet.unirioja.es/servlet/articulo?codigo=4539907
- García-Méndez, M., Rivera Aragón, S., & Reyes-Lagunes, I. (2014). La percepción de los padres sobre la crianza de los hijos. Acta colombiana de psicología, 17(2), 133-141.
- García-Saisó, A., Ortega‐Andeane, P., & Reyes-Lagunes, I. (2014). Adaptación y Validación Psicométrica de la Escala de Clima Social Organizacional (WES) de MOOS en México. Acta de Investigación Psicológica, 4(1), 1370-1384. https://doi.org/10.1016/s2007-4719(14)70381-3
- Gutiérrez, J. L. P., Aragón, S. R., Lagunes, I. R., & Parra, M. S. L. (2013). Escala de felicidad en la pareja: desarrollo y validación. Acta de Investigación Psicológica, 3(3), 1280-1297. https://doi.org/10.1016/s2007-4719(13)70967-0